# Joachim Siol
Joachim Siol (* 22. November 1937 in Goldberg, Provinz Niederschlesien) ist ein deutscher Jurist. Er war von 1988 bis 2002 Richter am Bundesgerichtshof.

## Leben
Siol trat 1955 als Kanzleilehrling in den Justizdienst des Landes Niedersachsen ein. 1957 wurde Siol Rechtspflegeranwärter. 1960 bestand er die Rechtspflegerprüfung und konnte somit in den gehobenen Dienst wechseln. Erst 1963 begann Siol das Studium der Rechtswissenschaft. Die juristische Ausbildung schloss er 1971 ab, wonach er als Gerichtsassessor in den höheren Justizdienst des Landes Niedersachsen zurückkehrte. 1974 wurde Siol zum Richter am Landgericht Hannover ernannt.
Nach einer Abordnung als wissenschaftlicher Mitarbeiter an das Bundesverfassungsgericht wurde Siol 1979 zum Richter am Oberlandesgericht und 1987 zum Vorsitzenden Richter am Oberlandesgericht ernannt. In beiden Funktionen war Siol am Oberlandesgericht Oldenburg tätig.
Während der gesamten Zeit seiner Tätigkeit am Bundesgerichtshof wirkte Siol in dessen XI. Zivilsenat, zuletzt als dessen stellvertretender Vorsitzender. Von 1991 bis 2002 war er zudem Mitglied des Richterdienstgerichts des Bundes.